# Hans Koetsier
Johannes (Hans) Koetsier (Utrecht, 12 juni 1930 – Amsterdam, 30 augustus 1991) was een Nederlands conceptueel kunstenaar die tot de Fluxus-beweging wordt gerekend. Hij werd geboren als Johannes van Pieterson en was een zoon van de ongehuwde Maria Antoinette van Pieterson. Hij groeide op in het gezin Koetsier. In 1942 werd zijn achternaam officieel gewijzigd.

## Levensloop

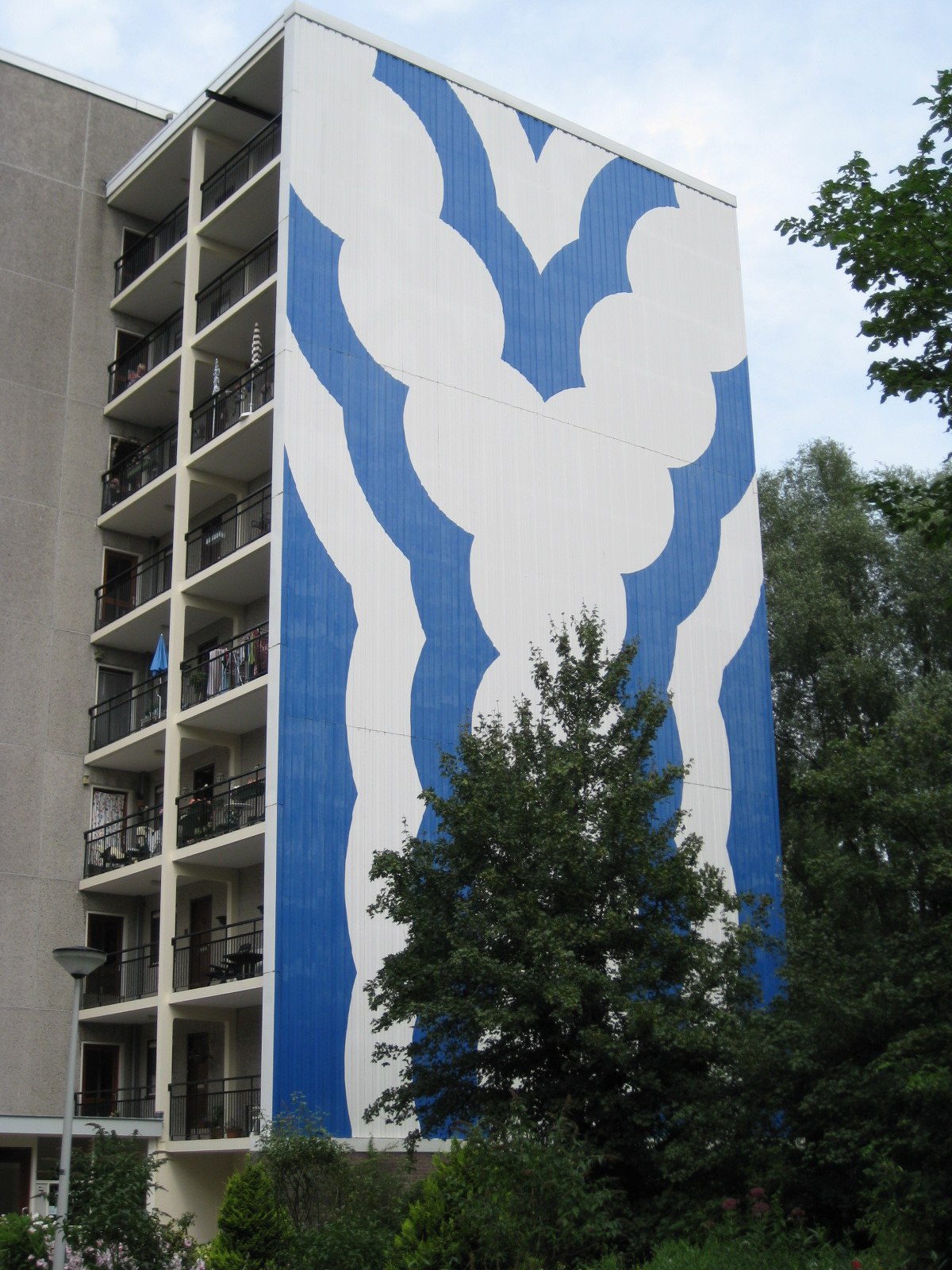
Muurschildering Hemeldak uit 1977, Amsterdam-Noord

Koetsier was aanvankelijk werkzaam in de reclame. Hij kreeg een relatie met Marte Röling, trok bij haar in en begon in 1962 te schilderen. Hij schilderde cijfers of fragmenten van cijfers en gebruikte hetzelfde onderwerp voor zeefdrukken. In 1967 ontwierp hij de verdiepingaanduidingen voor het kantoor van de Postcheque- en Girodienst in Arnhem. Eind jaren zestig maakte hij zijn eerste beelden. Vrijwel tegelijkertijd werd het idee steeds belangrijker. Hij ontwikkelde zich tot conceptueel kunstenaar en in 1969 plaatste hij in Vrij Nederland de eerste van een reeks advertenties onder de titel Random Art / Probability Art. Röling had intussen in 1969 Henk Jurriaans ontmoet, waarna haar huwelijk met Koetsier werd ontbonden.
Koetsier publiceerde in 1976 de dichtbundel Ik lijd verschrikkelijk. Hij liet hiervoor reclame maken door een vliegtuigje. Gerrit Komrij oordeelde vernietigend over de bundel: "een prol dat je in exact veertig seconden ten einde hebt gelezen, waarna je ontredderd achterblijft".
Koetsier werd bekend door spraakmakende plannen. In 1979 stelde hij voor dat er in Groningen een rotstuin zou komen, Uitgaande van een komend verbod op het rapen van kievitseieren, bedacht hij dat in Leeuwarden een natuurstenen beeld van een kievitsei zou worden geplaatst. Ook opperde Koetsier het instellen van een nationale feestdag, de 'Dag van de Inspiratie', op tweede pinksterdag 1980. Minister-president Van Agt was tegen het idee, omdat ermee zou worden gesuggereerd dat in Nederland sprake was van een "vrij algemene lusteloosheid", wat volgens hem niet het geval was. In Friesland, dat volgens Koetsier als laatste oase te midden van de industrialisatie zou overblijven, wilde Koetsier een uitkijktoren realiseren op een plaats waar het uitzicht rondom nog ongeschonden zou zijn.
In de jaren tachtig stelde Koetsier de gemeente Almere voor om bij vijf punten aan de stadsgrenzen grote herkenningspunten te plaatsen. Het eerste hiervan werd in 1986 geplaatst. De serie Stedelijke markeringspunten zou uit vijf beelden bestaan, maar bij Koetsiers overlijden waren er slechts twee gerealiseerd. Kort voor zijn dood werd een door Koetsier ontworpen schildering aan de gevel van het Fries Landbouwcentrum te Leeuwarden voltooid. Zeventien jaar eerder had hij ook enkele schilderingen voor het centrum ontworpen.
Koetsier overleed op 61-jarige leeftijd. Hij werd begraven op Zorgvlied in Amsterdam. Hij had daar al in 1982 zijn grafsteen laten plaatsen, met daarop een wiskundige formule die hij met de wiskundige Henk Barendregt had ontwikkeld. De steen werd vlak voor de dood van Koetsier aangekocht door de gemeente Amstelveen.
Werk van Koetsier is aangekocht door het Stedelijk Museum Schiedam. Beelden van Koetsier zijn te vinden in onder meer Almere, Harderwijk, Utrecht en Weesp. Zijn Hoorn des Overvloeds uit 1972 stond eerste voor een belastingkantoor in Amstelveen; toen dat afgebroken werd, werd het beeld verplaatst naar Hoofddorp, maar daar kwam het niet goed tot zijn recht. In de jaren 2010-2019 verhuisde het naar het Fort bij Vijfhuizen. Het beeld is gemaakt in een voorspoedig Nederland; de hoorn wijst naar beneden, ten teken dat de rijkdom voornamelijk in de grond zat (refererend aan de aardgasbaten).